# Грегуар, Оскар
Оскар Грегуар (фр. Oscar Grégoire; 27 марта 1877, Москва, Россия — 1947) — бельгийский ватерполист и пловец, трижды призёр летних Олимпийских игр.
На Играх 1900 Грегуар входил в состав бельгийской ватерпольной команды. Сначала она обыграла третью французскую команду в четвертьфинале, потом вторую в полуфинале, но в финальном матче её обыграла британская сборная, позволив Бельгии выиграть серебряные медали.
Через восемь лет Грегуар снова вошёл в состав ватерпольной сборной. Сначала она обыграла Нидерланды и затем Швецию. В своём последнем матче бельгийцы встречались с британцами, но проиграли тот матч, выиграв серебряные медали. Грегуар также оказался на втором месте в списке бомбардиров, забив 4 мяча.
На следующий Олимпийских играх Бельгия сначала проиграла в основным турнире, выйдя из него уже в четвертьфинале. Однако в отдельном розыгрыше серебряных и бронзовых медалей, бельгийцы выиграли три матча из четырёх, и стали бронзовыми призёрами.
Кроме того, на Играх 1908 и 1912 Грегуар соревновался в плавании на спине, однако оба раза не достиг успехов, не финишировав в первых раундах.